# Reiichi Mikata
Reiichi Mikata (Ashiro, 14 januari 1967) is een Japans noordse combinatieskiër.

## Carrière
Mikata won met de Japanse ploeg de bronzen medaille tijdens de wereldkampioenschappen in 1991.
Mikata sterkste onderdeel was het schansspringen, Tijdens Olympische Winterspelen1992 behoorde Mikata sprong zowel tijdens de individuele wedstrijd als de estafette als een van de beste. Met de Japanse estafetteploeg won Mikata de olympische titel in 1992.

## Belangrijkste resultaten

### Olympische Winterspelen
| Editie | Plaats      | Resultaten                  |
| ------ | ----------- | --------------------------- |
| 1992   | Albertville | 34e individueel · estafette |

### Wereldkampioenschappen noordse combinatie
| Jaar | Plaats        | Resultaten |
| ---- | ------------- | ---------- |
| 1991 | Val di Fiemme | estafette  |